# میلک (قزوین)
میلَک (Milak) یکی از روستاهای بخش رودبار الموت غربی در رشته کوه البرز در شمال شهرستان قزوین به‌شمار می‌رود. رودبار شهرستان و رودبار الموت، منطقه کوهستانی و تاریخی معروف رودبار الموت (قزوین) را تشکیل می‌دهند که طی سال‌های گذشته به دو بخش تقسیم شدند. مردم روستای میلک تات هستند و به زبان تاتی تکلم می‌کنند.

## همسایگان
روستای میلک در ۱۷ کیلومتری شمال غربی رازمیان قرار دارد و از جنوب به روستای ورگیل، از شمال شرقی به روستاهای هیر و ویار و از شمال غربی به تلاتر و چهارناحیه و از جنوب غربی به دورچال و پررود منتهی می‌شود. اَنارَت دشت سبز و ییلاقی دامداران منطقه در کوه‌های شمال میلک قرار دارد و پس از آن سلسله جبال اِزناچاک واقع است که دامداران و چارواداران پس از پیمودن مسیری طولانی و گذشتن از کوهستان این منطقه به رحیم آباد می‌رسیدند.

## آب و هوا
آب و هوای آن سرد و خشک است.

## رودها و دره‌ها
رودخانه پیلارود از جنوب غربی و دره ویداربن در شمال غربی و دره‌های اسکول‌سر در شمال شرقی این روستا قرار دارند. پیلارود واژه‌ای تاتی و بمعنای رود بزرگ است.

## آثار باستانی

### کلات
قلعه تاریخی «اسکول‌سر» [(اُسکُول= غار)+ (سر=بالا) = اضافه مقلوب به معنای بالای غار] در شمال شرقی آبادی از قلعه‌های ناشناخته یاران حسن صباح به‌شمار می‌رود.  و 

### آرام گاه
امامزاده اسماعیل در این روستا قرار دارد که گنبد سفید آن در تمامی منطقه شهره عام و خاص بود. متأسفانه این بنا سال ۱۳۷۵ به دلایل نامعلومی مورد مرمت قرار گرفت و ساختمان کنونی آن فاقد جذابیت تاریخی بنای پیشین است.

## خانوار
میلک ۳۰۲ خانوار دارد که تعداد زیادی از آن‌ها به قزوین مهاجرت کرده‌اند و اغلب در فصل فندق چین در ماه شهریور به میلِک بازمی‌گردند. کار و پیشه‌شان، باغداری و دامداری و کشاورزی است.

## آب و کشاورزی
میوه‌های این روستا، فندق، زغال اخته و گردو است. آب آشامیدنی و کشاورزی مردم میلِک از چشمه و از طریق لوله‌کشی تأمین می‌شود. 

## سرشناسان
یوسف علیخانی، نویسنده در روستای میلک به دنیا آمده‌است. وی آموتخانه را به پاسداشت رفتگان مردم روستای میلک و رودبارالموت، در زادگاه‌اش بنا کرده است.  و 
نام های زنانه معابر که به همت فرحناز حسین‌پور دهیار بانو انجام شده، از ویژگی های روستای میلک واقع در بخش الموت غربی شهرستان قزوین است که گام های استواری در راه توسعه گردشگری محسوب می شود.  و 

## راه‌ها
قزوین> باراجین> جاده بهرام آباد> بهرام آباد> میلک

## نگارخانه

نمای عمومی
میلک در پاییز
مه
بافت معماری
فندق و زغال اخته
بازمانده‌ها
شب‌نشین خانه
انگور شب چله
انار و مه
پیش بام نشین‌ها
تندورستان
چای
ایوان‌های چوبی
دیوارهای سنگ چین
درخت فندق
تپه سر تادانه
درخت تادانه
روستای تاریخی میلک
امامزاده پیش از مرمت
قلعه اُسکُول سَر
تنه درخت تادانه
عکس یادگاری